# آدریانا لاسترا
آدریانا لاسترا (به اسپانیایی: Adriana Lastra) (زاده ۳۰ مارس ۱۹۷۹ در ریبادسیا) سیاستمدار اسپانیایی است. وی عضو حزب کارگران سوسیالیست اسپانیا است که در حال حاضر به عنوان سخنگوی گروه سوسیالیست در مجلس نمایندگان فعالیت می‌کند. او همچنین معاون دبیرکل حزب کارگران سوسیالیست اسپانیا است.

## زندگی‌نامه
لاسترا در ریبادسیا، شهری در منطقه آستوریاس اسپانیا به دنیا آمد. او تحصیلات خود را در رشته انسان‌شناسی فرهنگی آغاز کرد اما این حرفه را به پایان نرساند.
لاسترا در سن ۱۸ سالگی به حزب کارگران سوسیالیست پیوست و سال بعد، در سال ۱۹۹۹، به دبیرکلی جوانان سوسیالیست آستوریاس منصوب شد و تا سال ۲۰۰۴ در این سمت بود تا اینکه به عنوان دبیر جنبش‌های اجتماعی و سازمان‌های غیردولتی منصوب شد. بین سالهای ۲۰۰۸ و ۲۰۱۲ او به عنوان دبیر سیاست محلی فدراسیون سوسیالیست آستوری خدمت کرد.
در انتخابات منطقه ای آستوریاس در سال ۲۰۰۷ او به عنوان نماینده پارلمان آستوریاس انتخاب شد و در آن دوره به عنوان سخنگوی گروه سوسیالیست در کمیته ریاست، عدالت و برابری خدمت کرد. او مجدداً در انتخابات منطقه ای ۲۰۱۱ و ۲۰۱۲ انتخاب شد.

### سیاست ملی
او به عنوان یک فرد بسیار نزدیک به دبیرکل تازه منصوب شده حزب کارگرام سوسیالیست، پدرو سانچز، به عنوان دبیر سیاست محلی حزب سوسیالیست کارگران اسپانیا انتخاب شد. لاسترا برای اولین بار در انتخابات سراسری در سال ۲۰۱۵ شرکت کرد و در راس فهرست حوزه انتخابیه آستوریاس از حزب سوسیالیست قرار گرفت و به عنوان نماینده مجلسنمایندگان انتخاب شد. او مجدداً در انتخابات سراسری سال ۲۰۱۶ انتخاب شد.
پس از انتخابات عمومی ۲۰۱۶، احتمالاً سومین انتخابات متوالی قریب‌الوقوع بود و دبیرکل سانچز به کمیته فدرال حزب کارگران سوسیالیست اسپانیا (هیئت اجرایی حزب) امکان برگزاری کنگره فوق‌العاده با ماهیت فوری برای تصمیم‌گیری را پیشنهاد کرد. اگر آنها باید به دولت دوم راخوی اجازه دهند یا با درخواست از رای‌دهندگان آن را رد کنند (موقعیت سانچز). موضع اکثر اعضای کمیته فدرال این بود که خودداری کنند و به ماریانو راخوی اجازه تشکیل دولت جدید بدهند و درخواست سانچز را رد کرده و او را مجبور به استعفا کنند. پس از استعفای او، یک کمیسیون موقت کنترل حزب را به دست گرفت و لاسترا علناً کاری را که کمیته فدرال انجام داد رد کرد.
او یکی از حامیان قاطع تصمیم پدرو سانچز برای حضور در انتخابات رهبری سال ۲۰۱۷ برای به دست آوردن مجدد رهبری PSOE بود و بر اساس رد پروژه ایدئولوژیک حزب مردم، نقش اساسی در مبارزات انتخاباتی نامزد داشت. و اهمیت پایه‌های سوسیالیستی برای بازیابی حزب انجام داد. پس از انتخاب مجدد سانچز به عنوان دبیرکل با بیش از ۵۰ درصد آرا، سی و نهمین کنگره PSOE برگزار شد که در آن لاسترا به عنوان معاون دبیرکل منصوب شد و پس از سانچز و معاون سخنگوی گروه سوسیالیست در سال ۲۰۱۸ به عنوان معاون دبیرکل انتخاب شد.
پس از موفقیت در رای عدم اعتماد در سال ۲۰۱۸ به دولت ماریانو راخوی، پدرو سانچز به‌عنوان نخست‌وزیر اسپانیا انتخاب شد و رهبر (سخنگوی) گروه سوسیالیست در کنگره نمایندگان مارگاریتا روبلز به عنوان وزیر دفاع منصوب شد و لاسترا را ارتقا داد. آن سمت باعث لاسترا تبدیل شدن به جوان‌ترین فرد و سومین زنی که این موقعیت را در تاریخ حزب سوسیالیست دریافت کرده‌است. در ۸ سپاتمبر ۲۰۲۱ هکتور گومز هرناندز جایگزین وی شد.